# 小朱兰
小朱兰（学名：Pogonia minor），又名小须唇兰，为兰科朱兰属下的一个植物种。其种加词“minor”意为“较小的”。

## 扩展阅读
- 维基共享资源上的相關多媒體資源：小须唇兰